# Longjing
Longjing léase Long-Chíng (en chino:龙井市, pinyin:Lóngjǐng shì) es un municipio bajo la administración directa de la Prefectura autónoma de Yanbian. Se ubica en la provincia de Jilin , noreste de la República Popular China . Su área es de 2592 km² y su población total para 2010 fue cercana a los 200 mil habitantes.

## Administración
El municipio de Longjing se divide en 9 pueblos que se administran en 9 subdistritos, 5 poblados y 2 villas.